# 孔聖堂禮仁書院
孔聖堂禮仁書院（英語：Academy of Innovation (Confucius Hall)），原名孔聖堂中學，是位於香港島銅鑼灣的一所直資中學，由政府教育局每年資助。由香港孔聖堂主辦，成立於1953年。學校範圍內的孔聖講堂建於1935年，是香港早期少有的華人會堂。該校於2011年起轉為直資中學，2016年成立法團校董會。而創校首20年的校董計有鄭植之、方潤華等人。

## 歷史

### 孔聖堂

孔聖堂中學舊校徽（1953年至2023年）

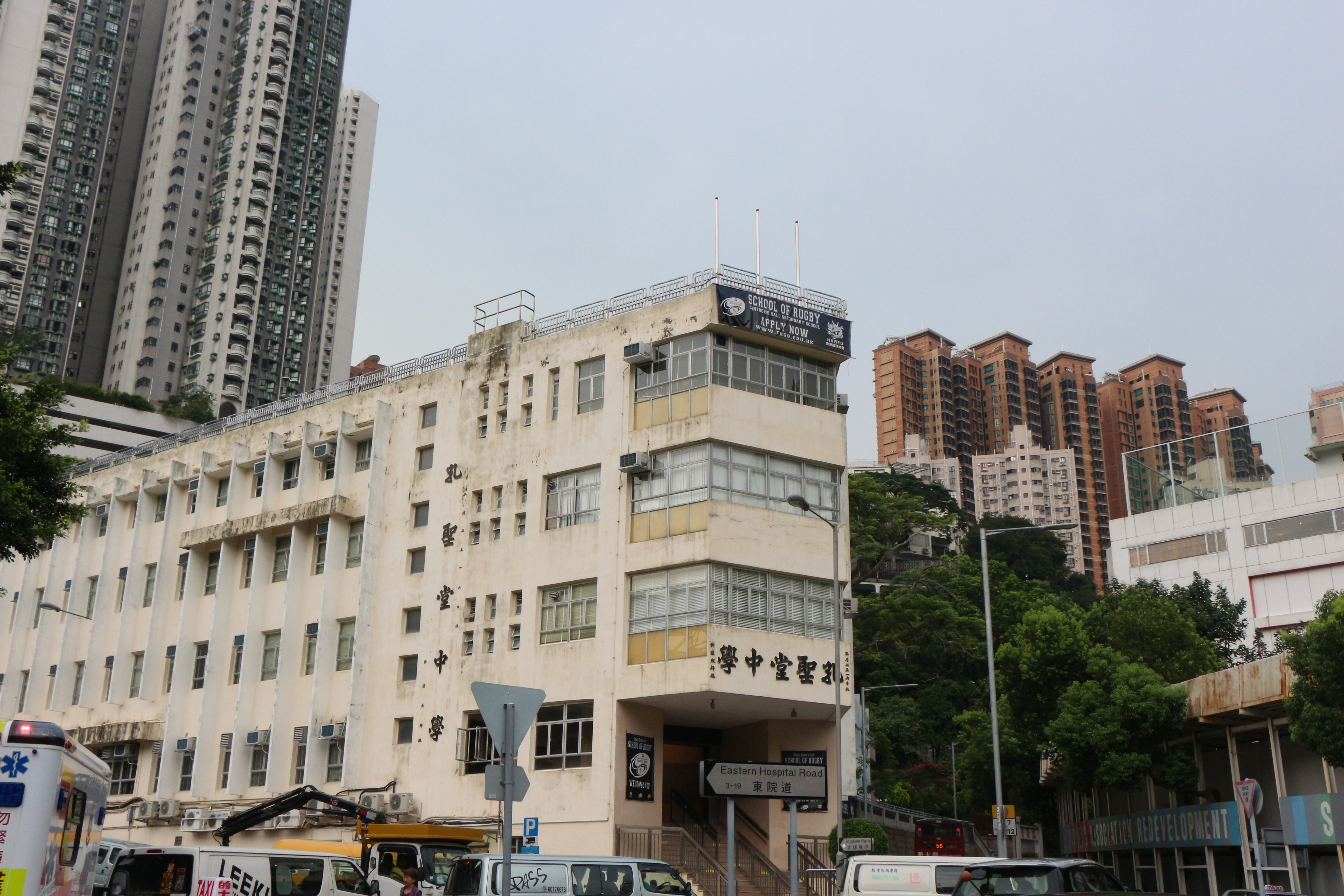
孔聖堂中學外觀

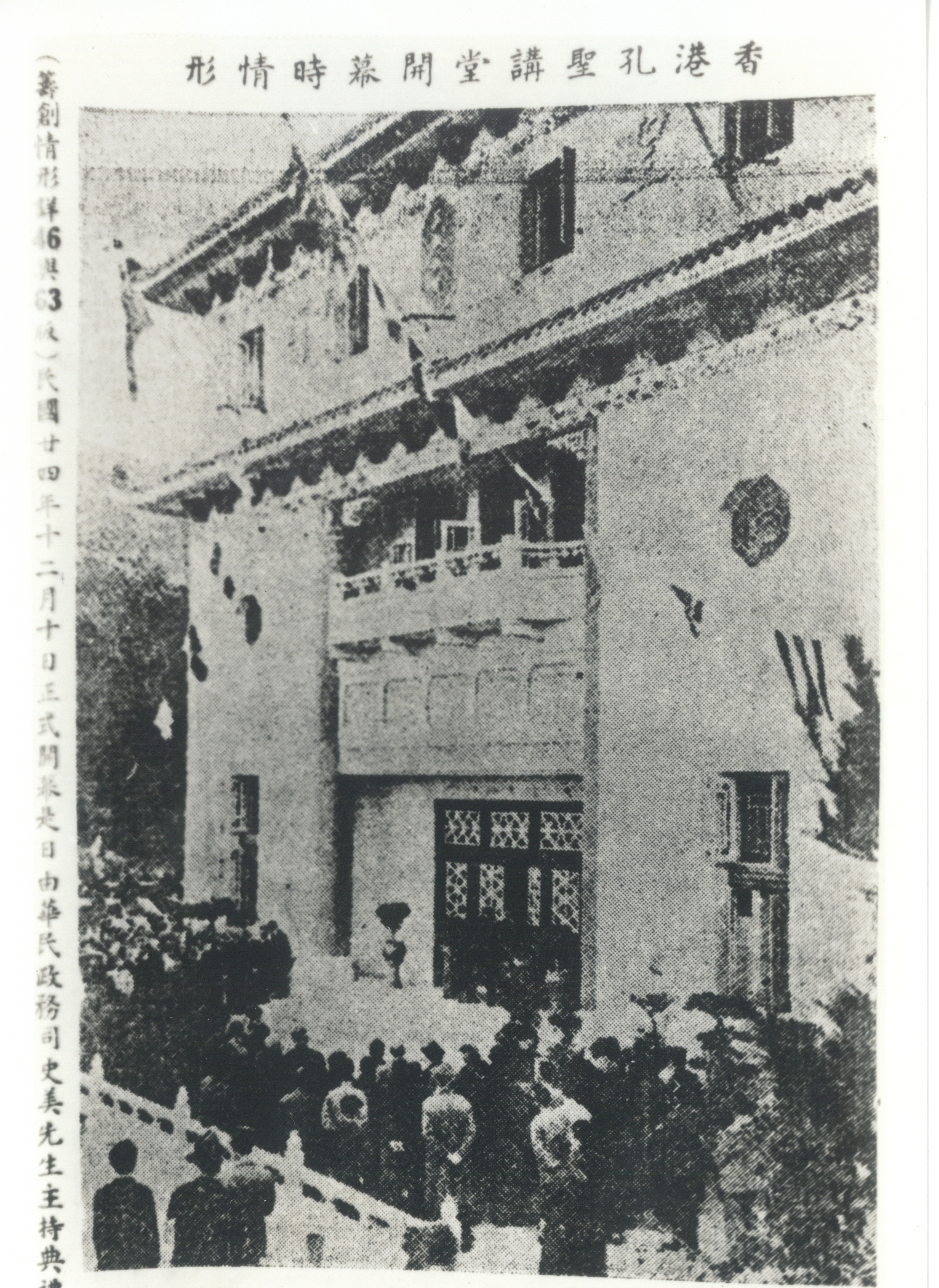
1935年，香港孔聖講堂開幕典禮

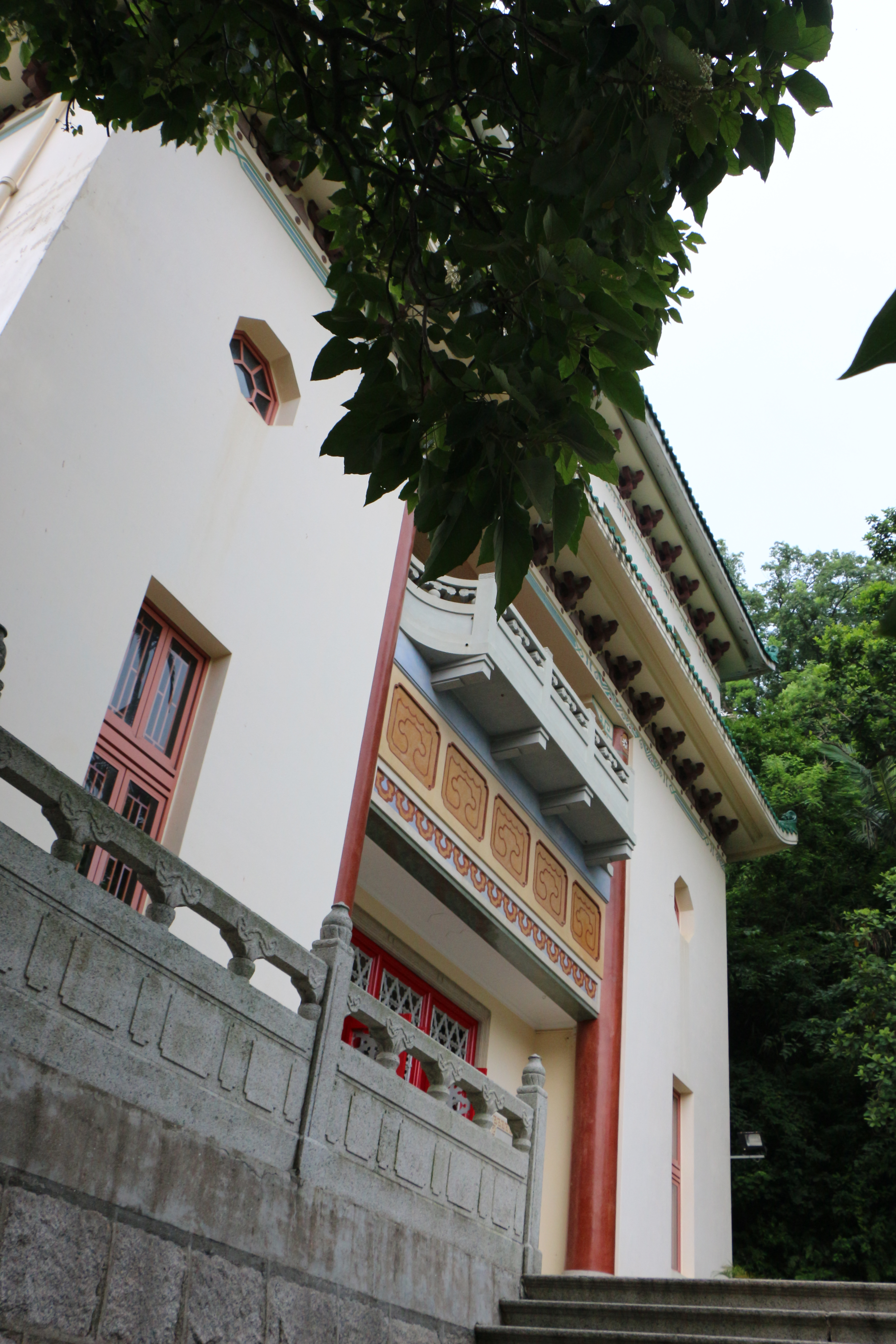
2014年，孔聖講堂

孔聖堂成立於1935年，孔聖講堂由曾富、簡孔昭等發起籌款成立，用以宣講孔孟之道，唐君毅、牟宗三、錢穆、羅香林、蘇文擢、饒宗頤等新儒家曾到孔聖堂演講。1940年，悼念魯迅逝世的活動，在孔聖堂舉行，由時任香港大學中文系教授許地山主席，小說作家蕭紅報告魯迅事跡。此外茅盾、郭沫若等新文化運動的代表人物亦在此進行演講。

當年香港可供華人集會的禮堂不多，像孔聖堂這類具規模的場地更為罕有，故孔聖堂亦成為文化界重要集會場地。有趣的是本來一個尊經、標榜儒家學說的地方，原意是抗衡這些新思想。但最後新文化運動的一批健將，反而在這裡舉行演講。孔聖堂的人很開明，不會堅守某種教義而不接受其他思想。
 — 丁新豹， 香港歷史系列第三集「思潮空間」

### 創校與發展
1948年，孔教學院成員雷蔭蓀等人創辦大成中學，為孔聖堂中學之前身。其時可用之課室只限於孔聖堂地下及二樓範圍。至1953年，時任孔聖堂會長為楊永康為學校註冊為私立非牟利中學，大成中學同期遷至加路連山道。1954年，大成中學正名為孔聖堂中學。而孔聖堂中學視1953年為其創校之年份。為了容納更多學生，校方由1960年至1965年間興建新校舍，校內共設24個標準課室。1972年，此校接受政府按額津貼資助。
因此校於2006年收生不足，曾一度面臨「殺校」危機。及後，校方決定改為自資開辦中一，並申請改為直資中學，最終於2011年獲批轉制。轉制同年，此校成立法團校董會，學校英文名稱亦由Confucius Hall Middle School，改為Confucius Hall Secondary School。該校以推廣儒家文化為本，每逢周一早會，老師輪流選取具有意義的儒家金句，並藉解釋句子意義及分享人生經驗，讓學生能從孔、孟的語句中體悟到人生道理，提升道德水平。2023年9月起，由「孔聖堂中學」（Confucius Hall Secondary School）更名為「孔聖堂禮仁書院」。

## 學校資料

### 辦學宗旨
孔聖堂中學以弘揚儒家思想為宗旨，藉此重新檢視中國傳統的道德價值，為社會栽培有道德感的公民，以正社會歪風。學校的四社仁社、義社、禮社、智社皆以儒家精神作基礎來命名。

### 校訓
校訓為「孝悌忠信 禮義廉恥」。按其官方網頁，校訓逐字解釋為：

孝：孝順。善事父母。

悌：弟敬愛兄長。

忠：盡心竭力，忠誠無私。

信：誠實，不欺。

禮：進退有度，尊卑有分。

義：行事正當，合適。

廉：節儉，正直不貪。

恥：羞愧也。

### 校徽
孔聖堂中學校徽上包含校訓，並置一麒麟於其中，「以志孔子獲麟的故事。」

## 校政管理

### 歷任校監
- 1953年至1960年：楊永康 先生[16][17]
- 1960年至1981年：許讓成 先生[17][18]
- 1981年至1996年：張威麟 先生[17][19]
- 1996年至2008年：岑才生 先生[17][20]
- 2008年至2014年：許耀君 先生[17][21]
- 2014年至2016年：陳偉佳 先生[22]
- 2016年至2018年：徐炳光 先生[23][24]
- 2018年至2020年：郭少棠 先生[24][25]
- 2020年至今：溫偉麟 先生

### 歷任校長
- 1953年至1959年：朱希文 先生[26]
- 1960年至1962年：林仁超 先生[27]
- 1962年至1964年：何壽康 先生（署理）[28]
- 1964年至1967年：鄧志強 先生[29]
- 1967年至1979年：梁隱盦 先生[30][31]
- 1980年：李巽仿 先生
- 1981年：麥友雲 先生
- 1982年：黃定漢 先生[32]
- 1983年：李德超 先生[32]
- 1983年至1990年：李金鐘 先生[33]
- 1991年：何淑娟 女士
- 1992年至1996年：華任復 先生
- 1997年至2005年：劉國昇 先生[34]
- 2006年至2011年：古澤芬 先生[35]
- 2012年至今：楊永漢 先生[36]
  - 楊少榮 先生（原訂2020年履新，但因醜聞被揭發而沒有上任）[37]

### 歷任副校長
- 何柏欣 先生（署理）
- 莫玉玲 女士

## 課外活動
| 興趣組                                                                         | 興趣組(2)                                                                    | 興趣組(3)                                                                  | 服務組                                                | 運動組                              |
| ------------------------------------------------------------------------------ | ---------------------------------------------------------------------------- | -------------------------------------------------------------------------- | ----------------------------------------------------- | ----------------------------------- |
| - 中文學會 - 英文學會 - 數學學會 - 歷史學會 - 科學學會 - 電腦學會 - 普通話學會 | - 日語學會 - 中文辯論學會 - 攝影學會 - 電腦學會 - 棋藝學會 - 話劇社 - 棋藝社 | - 樂器班 - 爵士舞班 - 電子飛鏢班 - 合唱團 - 小結他班 - 書法班 - 中國書畫班 | - 民安隊 - 少年警訊 - 公益少年團 - 聖約翰救傷隊少青團 | - 足球隊 - 籃球隊 - 排球隊 - 欖球隊 |

### 欖球活動
2011年蘇格蘭首席大臣亞歷克斯·薩爾蒙德與香港特別行政區行政長官曾蔭權簽定備忘錄，將欖球學校計劃（Schools of Rugby）引進至香港，以增進兩地友誼。2013年3月，孔聖堂中學與香港欖球總會宣佈香港首個欖球學校計劃。該計劃於同年9月推行，每周由專業的欖球員教授學生欖球。校方亦成立了欖球學會，希望藉此融合不同文化，建立團隊精神和紀律。愛丁堡龍比亞大學亦參與計劃，評估該計劃對學生的生理和心理上的影響。蘇格蘭首席大臣亞歷克斯·薩爾蒙德於同年11月16日在訪問中國及香港期間，到訪孔聖堂中學參觀欖球學校計劃的訓練與進度，並向學生演講。2014年2月11日，香港國際七人欖球賽於孔聖堂中學進行抽籤。孔聖堂中學參加了大會舉辦的「支持香港隊」繪畫創作比賽，香港隊吉祥物「衞比」到校為學生打氣。

## 爭議事件

### 校園命案
1965年1月20日，該校校工何秋明，被一位曾在該校就讀中一的學生李國超，於校務處用彈簧刀刺斃。

### 國民教育事件
2012年7月8日至9日，《蘋果日報》連續兩天報道，指孔聖堂中學因收生不足，校董郭少棠為避免「殺校」，不惜與中國大陸的學者合作，企圖把孔聖堂中學變為國民教育基地，並計劃裁員以安插新班底強推國民教育。7月8日晚，該校發出嚴正聲明，指報道內容嚴重失實。孔聖堂中學只是借出場地予香港中文大學新亞書院作交流活動。至於裁員推國民教育之說，實為有教師被裁及自動離職，並非為推行國民教育之準備。聲明中孔聖堂中學稱將保留法律追究之權利。7月9日，《東方日報》刊登跟進報道，引述該校之聲明。事件告一段落。

### 帳目混亂與連環爆竊
在2017年，學校發生數次連環爆竊，保安欠佳。同時教育局向該校公佈全面的評鑑報告，當中指出學校在管理及教學方面的表現未如理想，猛烈抨擊管理層管理不善，於政府資助的資金管理帳目混亂，與申請直資辦學建議不盡相符。因此校政仍需要改善空間。

### 署理副校長發布藏頭詩被終止署理副校長職務
2020年2月，孔聖堂中學署理副校長何栢欣在Facebook發表含有「黑警死全家」的藏頭詩，內容提到有警員感染新型肺炎、要全民抗疫和家人支持很重要等。
黑心唔係咁好 
警察都係打份工
死左又幫到件事幾多呀?
全部人齊心抗疫先有用
家人既支持都好緊要
一個確診姐
個個都開心到要開香檳
都唔明依家D人點解會咁
不如諗下點令香港好返啦
能否比少少人性呀
少少野就大驚小怪——2020年2月發出的藏頭詩
有網民向校方及教育局投訴。該校校董會發表聲明指何發表有關言論前「未曾知會」，屬個人行為，重申校方及校董會一直堅守政治中立，反對暴力及任何違法行為的立場，何栢欣被即時停職直至專責調查小組查明事件及完成報告。2月26日，孔聖堂中學在Facebook發佈調查結果，指出何栢欣老師的貼文並非原創，只是轉發，又表示真誠相信該貼文是用作打氣之用，並無他意，而何老師亦已深表悔意，及向受貼文影響或感到不安人士致歉。調查結果最後指雖然何老師對貼文內容敏感度不足，但屬嚴重疏忽及欠缺學校高級行政人員的應有表現及要求，議決即時終止其署理副校長之職，回復教學工作。一天後，何栢欣老師於《明報》刊登道歉聲明，指貼文並非他原創而是轉貼，而且未有察覺文中隱含其他意思，無意傷害任何人。
立法會議員許智峯批評孔聖堂中學以言入罪，扼殺老師表達個人意見的自由，又質疑教育局及警方介入事件故意向校方施壓，致學界產生寒蟬效應，使其他老師因恐懼而不敢再發表個人言論。

### 擅借課室予同系私立小學
2020年5月，《香港01》公開此校與同系私立「晉德學校」簽立的秘密協議，揭發後者自2015年租用此校部分課室，而相關安排有變相免費租用之嫌。直至2019年內，教育局勒令兩校改正，但有關課室直至2020年7月才收回。

### 候任校長資歷及公器私用醜聞
2020年3月，身兼辦學團體董事的楊兆榮獲聘為此校校長，但其後被揭發他只曾出任文憑教師，不具備校長所需的高級學位教師資格。此外，楊氏於候任期內，又被指濫用此校場地存放其名下公司的口罩，而其提出的校政改革亦有利益輸送之嫌。醜聞被揭發後，他最終決定不簽約履新，原有校長亦因而需延遲退休。

## 著名/傑出校友
- 徐炳光：香港中華廠商聯合會會長、誠興集團主席、螺絲業協會創會主席[59][60]
- 鄭潤培：澳門大學教育學院副教授
- 老瑞松：香港書畫家
- 趙炯輝：香港書畫家
- 陳國峰：香港男藝人[61][62]
- 古馳：香港音樂人[63]
- 吳幸美：無綫電視藝員
- 張頴康：無綫電視藝員[64]
- 譚穎倫：香港粵劇演員[65]
- 鄭子勁：香港音樂人[66]
- 戴國漢：孔聖堂中學校友校董

## 外部連結
- 孔聖堂中學（页面存档备份，存于）
- 2011 孔聖堂中學「中華文化博覽」（页面存档备份，存于）
- 孔聖堂中學：實現校園國際化 共融互助體驗生活